# Decyma
Decyma – interwał złożony zawarty między dziesięcioma kolejnymi stopniami skali muzycznej. W szeregu zasadniczym naturalnie występuje decyma mała i decyma wielka. Zastosowanie znaków chromatycznych pozwala zmienić jej rozmiar.

## Rodzaje
| Nazwa                                               | Opis | Przykład      |
| --------------------------------------------------- | --- | ------------- |
| Decyma Mała Posłuchaj: melodycznieⓘ harmonicznieⓘ   | Decyma o rozmiarze piętnastu półtonów. Występuje naturalnie w szeregu zasadniczym (d-f¹, e-g¹, a-c², h-d²). Jest konsonansem niedoskonałym. W przewrocie otrzymuje się sekstę wielką. Oznaczenie: 10>. | Decyma mała   |
| Decyma Wielka Posłuchaj: melodycznieⓘ harmonicznieⓘ | Decyma o rozmiarze szesnastu półtonów. Występuje naturalnie w szeregu zasadniczym (c-e¹, f-a¹, g-h¹). Jest konsonansem niedoskonałym. W przewrocie otrzymuje się sekstę małą. Oznaczenie: 10.          | Decyma wielka |

### Interwały pochodne
| [1] 10>>>>>      |
| ---------------- |
| [2] 11           |
| [3] 6<<<<        |
| [4] 7<           |
| [5] Hisis-deses¹ |

| [1] 10>>>>     |
| -------------- |
| [2] 12         |
| [3] 6<<<       |
| [4] [C] 8      |
| [5] His-deses¹ |

| [1] 10>>>    |
| ------------ |
| [2] 13       |
| [3] 6<<      |
| [4] 9>       |
| [5] H-deses¹ |

| [1] 10>>   |
| ---------- |
| [2] 14     |
| [3] 6<     |
| [4] 9      |
| [5] H-des¹ |

| [1] 10<    |
| ---------- |
| [2] 17     |
| [3] 6>>    |
| [4] 11     |
| [5] c-eis¹ |

| [1] 10<<     |
| ------------ |
| [2] 18       |
| [3] 6>>>     |
| [4] [D] ?    |
| [5] c-eisis¹ |

| [1] 10<<<      |
| -------------- |
| [2] 19         |
| [3] 6>>>>      |
| [4] 12         |
| [5] ces-eisis¹ |

| [1] 10<<<<       |
| ---------------- |
| [2] 20           |
| [3] 6>>>>>       |
| [4] 13>          |
| [5] ceses-eisis¹ |

Objaśnienia do tabeli:

[1] – oznaczenie interwału

[2] – rozmiar interwału podany w półtonach

[3] – przewrót interwału

[4] – najprostszy interwał o takim samym brzmieniu

[5] – przykład

[C] – należy pamiętać, że septymę małą oznacza się jako 7, a wielką jako 7<

[D] – interwał, który należy określić jako oktawa i tryton